# 怪談のテープ起こし
『怪談のテープ起こし』（かいだんのテープおこし）は、三津田信三による日本のホラー小説。
単行本は、2016年7月30日に集英社より刊行された。装丁・写真は山影麻奈による。装画は米満彩子が手がけている。ライターの朝宮運河は、「フィクションと実話の線引きが曖昧なところに、危険な面白さがある」「ホラーとしても読めて、ミステリーとしても読めるという贅沢な作品でもある」と評している。書店員の宇田川拓也は、「どれも昼間の賑やかな公園で読んだとしても怖気立つこと必至な極上の恐怖譚」と評している。

## あらすじ

### 序章
2016年1月初旬、三津田は編集者の時任美南海と岩倉正伸と、本書に収録する短編の掲載順などについて打ち合わせをした。そのとき、時任の提案で、『小説すばる』で掲載した順に収録することとし、時任が連載期間中に体験した薄気味の悪い出来事を各短編の間に挿入することとなった。

### 死人のテープ起こし
三津田は、作家になる前の編集者時代に、国内の自殺の名所を〈死を想え（メメント・モリ）〉の思想で考察できないかという発想をもとに、〈死にたがる場所〉という企画を実現しようとしていたことがあった。そんなとき、ノンフィクション作家の島村菜津から、吉柳吉彦という人物を紹介される。三津田は、フリーライターの吉柳と会う。彼は、自殺者が死ぬ前に吹き込んだ肉声を収めたテープを持っているのだという。しばらくの後、そのテープを企画のサンプルとして起こした3つの原稿が、三津田のところに送られてくる。1つは、関西出身の62歳の男性がホテルで首を吊ったときのもの、1つは、中国地方出身の57歳の男性が車ごと崖から海に飛び込んだときのもの、1つは関東出身の44歳の男性が自殺をしようと青木ヶ原樹海に分け入ったときのものだった。三津田は3つのサンプル原稿を読み終えるとすぐに吉柳の事務所に電話をしたが、連絡がとれず、事務所を訪れるも、彼はいなかった。その後も何とか連絡をとろうとしたが、空振りに終わる。そんな中、三津田のもとへ吉柳から1本のテープが届く……。

### 留守番の夜
これは、三津田が十数年前に、ある後輩からきいた、霜月麻衣子という女性の体験談である。麻衣子は、大学の文芸部のOGから、楽で割のいいバイトを紹介される。そのバイトとは、ある家で一晩だけ留守番をすればいい、というものだった。その家は、文芸部のOBの袴谷とその妻が住む豪邸で、横浜の啄器山（たたきやま）にあるという。同居人は、妻の伯母ひとりという。麻衣子は、その留守番のアルバイトを引き受けることにした。麻衣子は、最寄り駅の畳千彬（たたせんあき）駅から徒歩30分のところにある袴谷邸を訪れる。光史からは、3階に住んでいる伯母には関わらないようにしてほしい、と頼まれる。しかし、雛子からは、伯母は既に亡くなっている、ときかされる。そして2人は家を出発する。しばらくして、麻衣子が1人でテレビを見ていると、妙な物音がする……。

### 幕間（1）
三津田は、編集者時代に、実話系の階段を取材していたことがあり、体験者の話をカセットやMDに録音していた。そのことを時任に話すと、彼女は、「自分が怪談が録音されたカセットやMDをきいて、小説のネタを見つけるというのはどうか」と三津田に提案する。やがて、時任から、体験者の話を文字に起こしたデータが届き、そのおかげで三津田は、「留守番の夜」や「集まった四人」を書き上げることができた。しかし、そのうちに時任が妙な体験をするようになる……。

### 集まった四人
これは、三津田がある編集者からきいた、奥山勝也という人の体験談である。勝也は、岳が計画したあるハイキングに参加した。参加者は岳の知り合いではあるものの、お互いには面識が一切ない、という趣向のものだった。しかし、肝心の岳が参加できなくなったとの連絡が入り、待ち合わせ場所に集まった勝也、麻里、亜希彦、章三の4人でハイキングをすることになる。音ヶ碑山を登っていると、章三が藪に見せかけた蓋で隠された道を発見する。勝也はその道で奇妙な足跡を見つける……。

### 屍と寝るな
三津田は、奈良市立若草中学校の同窓会に出席し、クラスで同じ班だったKという女性に会う。Kは、彼女の入院中の母と同室になった奇妙な老人、鹿羽洋右の話をする。Kが母を見舞っていると、洋右が話しかけてくるのだが、その話の内容が全く理解できないものだったのだ。それでも、洋右の話に耳を傾けていると、洋右が子供時代の自分に戻って喋っているらしいことがわかった……。

### 幕間（2）
時任を見舞った不可解な現象も、一時は鳴りを潜めたかに思えた。しかし、彼女は〈怪談のテープ起こし〉を再開する。三津田は、止めさせなければと思うが、一方で、彼女によるテープ起こしは、三津田の創作活動に役立っているため、彼は考えあぐねる。そのうちに時任は、「カセットやMDから離れていると、どうしても聞きたくなってくる」と言うようになる……。

### 黄雨女
これは、ある占い師の女性が大学生のときに、彼女がきいた、彼女の彼氏、サトルの体験談である。ある日、その女性はサトルから、大学に来る途中で何か変な女がいた、ときく。雨も降っていないのに、レインコートを着て長靴を履き、傘を差した女で、それらの全てが黄色なのだという。それからサトルは、川沿いの道で何度もその女を見かけるようになり、女性とサトルは、その女を〈黄雨女（きうめ）〉と呼ぶようになる。しばらくの後、サトルは大学の講義を欠席する。女性はサトルに、なぜ大学に来なかったのか、ときく。するとサトルは、それまでは川沿いの道でしか見かけなかった〈黄雨女〉が、神出鬼没に現れるようになったのだと答える……。

### すれちがうもの
これは、藤崎夕菜という女性の体験談である。夕菜は、東京で社会人生活を送っている。ある日、マンションの部屋から出ようと扉を開けると、一輪の花が挿されたガラスの小瓶を見つける。誰が小瓶を扉の前に置いたのだろう、と彼女は不思議に思う。そして、小瓶に挿された花が、死者を供養するための献花のようだと思うようになる。やがて、夕菜は通勤途中に不気味な黒い人影を見るようになる……。

### 終章
三津田は、自身が今回執筆した6編と時任が体験した一連の怪異に、奇妙な類似点があることに気づき、それを時任や岩倉に語る。

## 登場人物

### 序章、幕間（1）、幕間（2）、終章
時任美南海（ときとう みなみ）
『小説すばる』の編集者。童顔。
岩倉正伸（いわくら まさのぶ）
時任の上司。
三津田
作家。元編集者。

### 死人のテープ起こし
吉柳吉彦（きりゅう よしひこ）
フリーライター。元編集者。

### 留守番の夜
霜月麻衣子（しもつき まいこ）
大学生。
小田切（おだぎり）
麻衣子の先輩。
袴谷光史（はかまや みつのぶ）
文芸部のOB。
袴谷雛子（はかまや ひなこ）
光史の妻。

### 集まった四人
奥山勝也（おくやま かつや）
大学4年。
岳将宣（がく まさのぶ）
大学4年。勝也の知り合い。
岬麻里（みさき まり）
大学2年。
白峰亜希彦（しらみね あきひこ）
大学3年。
山居章三（やまい しょうぞう）
大学1年。

### 屍と寝るな
K
元看護師。三津田の元級友。
鹿羽洋右（ろくば ひろう）
老人。

### 黄雨女
占い師
女性。40代半ば。
サトル
女性の彼氏。

### すれちがうもの
藤崎夕菜（ふじさき ゆうな）
20代半ばの女性。
片桐陽葵（かたぎり ひなた）
夕菜の大学時代の友人。

## 収録作品
| タイトル           | 初出                      |
| ------------------ | ------------------------- |
| 序章               | 書き下ろし                |
| 死人のテープ起こし | 『小説すばる』2013年3月号 |
| 留守番の夜         | 『小説すばる』2014年1月号 |
| 幕間（1）          | 書き下ろし                |
| 集まった四人       | 『小説すばる』2014年9月号 |
| 屍と寝るな         | 『小説すばる』2015年1月号 |
| 幕間（2）          | 書き下ろし                |
| 黄雨女             | 『小説すばる』2015年5月号 |
| すれちがうもの     | 『小説すばる』2016年1月号 |
| 終章               | 書き下ろし                |